# Bleichsee
Der Bleichsee ist ein See in den Löwensteiner Bergen nahe der Kleinstadt Löwenstein im Landkreis Heilbronn im nördlichen Baden-Württemberg.

## Name
Seinen heutigen Namen erhielt der künstlich angelegte See nach einer in den Jahren 1775 bis 1806 dort bestehenden Tuchbleiche.

## Lage
Der See liegt einen Kilometer südlich der Stadtmitte von Löwenstein und anderthalb Kilometer östlich des zum Untergruppenbacher Ortsteils Unterheinriet gehörenden Weilers Vorhof auf 365 m ü. NHN. Er nimmt den südöstlichen Teil einer Waldlichtung auf der vom Kieselsandstein (Hassberge-Formation) gebildeten kleinen Hochfläche Kirschenebene ein. Nach drei Seiten hin grenzt er an Wald, nur nach Nordwesten hin schließen sich jenseits eines Saums aus Bäumen Landwirtschaftsflächen auf der Kirschenebene an. Naturräumlich gehört er gerade noch zum Unterraum Heilbronner Berge der Löwensteiner Bergen dicht an deren Grenze zu den Südwestlichen Löwensteiner Bergen.

## Beschreibung
Zwischen der Ebene und der Stadt Löwenstein liegt das Tal der Sulm, an der Südwestseite der Ebene erstreckt sich das Tal des Buchbachs, eines Schozach-Zuflusses. Der von Dämmen gehaltene, etwa 240 m × 150 m große Bleichsee liegt auf der Wasserscheide zwischen Sulm und Schozach, etwa 45 m über dem Sulmtal und 40 m über dem Buchbachtal. Er wird von einem 500 bis 600 m langen Kanal (Mühlgraben) gespeist, der im Südosten vom obersten Buchbach abgeht und dessen gesamtes Wasser in den See leitet, und entwässert in die nordöstlich vorbeifließende Sulm. Der Buchbach bildet sich unterhalb der Ableitungsstelle aus Zuflüssen erneut.

## Geschichte

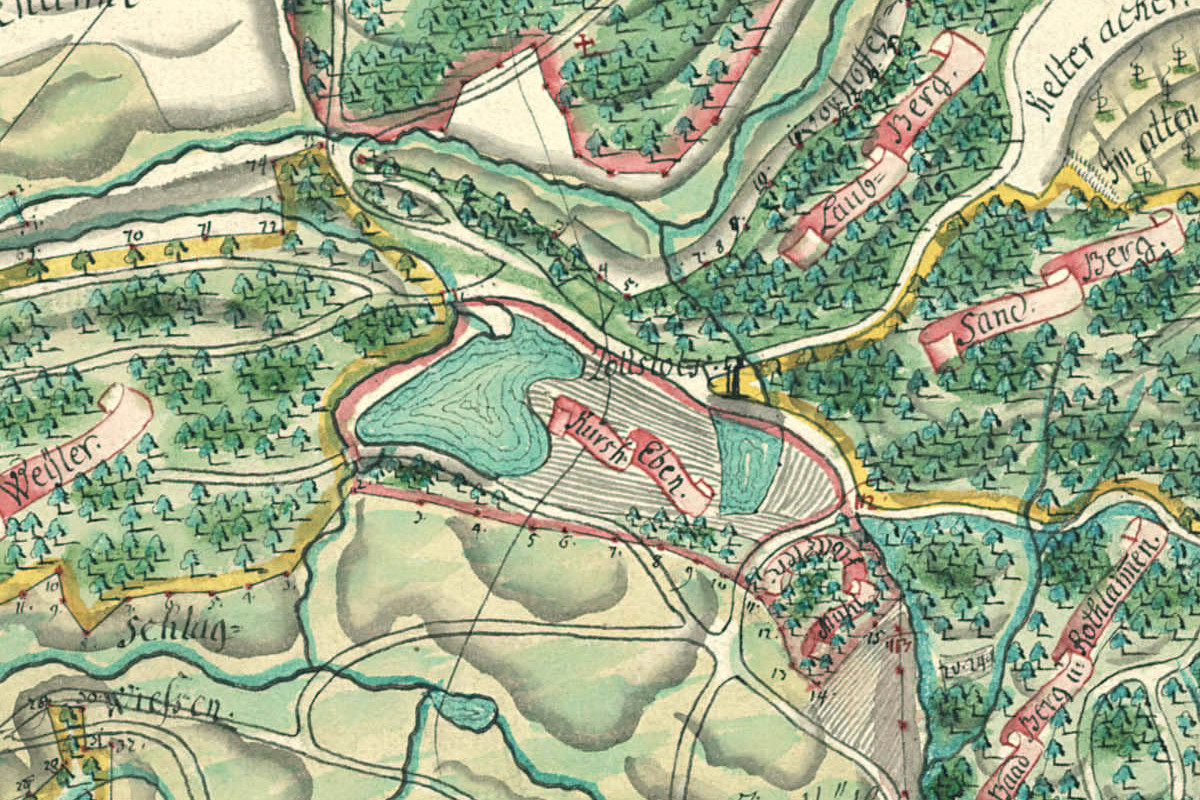
Die Kirschenebene mit den zwei Seen auf einer Karte vor 1760

Die seit dem 12. Jahrhundert bezeugten Herren von Heinriet waren in unmittelbarer Nähe des Sees ansässig; ihre Burg Hohenriet stand im heutigen Weiler Vorhof, dem früheren Burgweiler. In der näheren Umgebung der Burg befanden sich (erwähnt in einer Urkunde von 1364) weitere Siedlungen wie Buch (mit sieben Fischteichen im hinteren Buchbachtal), Schmellenhof (nördlich der Burg auf der Ebene zwischen Sulm- und Buchbachtal) und Franswiler. Vermutlich wurde der See im Auftrag der Heinrieter angelegt, um eine Mühle betreiben zu können, die sich an der Südostecke des Sees befunden haben könnte, wo das Gelände zum Sulmtal abfällt. Womöglich war diese Mühle mit einer 1364 erwähnten Mühle zu Franswiler identisch. Die Herren von Heinriet verfügten über weitere Mühlen, die aber entweder in einiger Entfernung von ihrer Burg (Mühle bei Espenweiler am Zusammenfluss von Buchbach und Farnersberger Bach) oder aber zwar nahe, aber rund 100 m tiefer im Tal (Mühle bei Tonaresweiler unterhalb der Burg Hohenriet) lagen und daher schwieriger zu erreichen waren. Eine Mühle auf gleicher Höhenlage wie Burg und Burgweiler und in unmittelbarer Nähe konnte dagegen ungleich bequemer erreicht werden. Eine Anlage des Sees als Fischteich erscheint angesichts des Aufwands und der nahe gelegenen Fischteiche im Buchbachtal ebenso unwahrscheinlich wie eine spätere Anlage des Sees durch die Grafen von Löwenstein, die ab 1364 Besitzer der Herrschaft Heinriet waren, aber schon drei Mühlen im Sulmtal unmittelbar bei Löwenstein besaßen (Obere Mühle, Mittelmühle und Seemühle).
In einer Aufzählung der Güter der Grafen von Löwenstein wurden 1592 erstmals zwei Seen auf der Kirschenebene erwähnt, ein großer See und ein kleiner See, zwischen denen ein Kirschgarten lag, der der Ebene ihren Namen gab. 1775 bestand nur noch ein See, den der Löwensteiner Kaufmann Johann Georg Schmidgall mit dem zugehörigen Gelände von 23 Morgen für 30 Jahre von den Grafen von Löwenstein pachtete. Zusammen mit dem Heilbronner Kaufmann Heinrich August Zobel ließ er an der südlichen Ecke des Sees neben einer Behausung für einen Bleichknecht eine Walkmühle erbauen, wo die beiden Tuche bleichen und walken ließen. Die Pacht, anfangs 100 Gulden pro Jahr, wurde bald auf 130 Gulden erhöht, was auf gutgehende Geschäfte schließen lässt. Nach Ablauf der dreißigjährigen Pachtdauer 1806 wurde der Vertrag wegen der „unruhigen Zeiten“ nicht verlängert. Die Walkmühle wurde abgebrochen, aber der in dieser Zeit aufgekommene Name Bleichsee blieb erhalten.